# Jordi Vilanova i Bosch
Jordi Vilanova i Bosch (Rubí, Vallès Occidental 16 d'octubre de 1925 - Barcelona, 15 de juliol de 1998). Fou interiorista i dissenyador de mobles i de complements de la llar. La seva aportació principal va ser la introducció del moble de fust blanca, moble nòrdic, a Espanya.
Fill de Josep Vilanova i Arqué, mestre d'escola, i d'Aurora Bosch i Pujolar. Durant la Guerra Civil va ser enviat com a «enfant evacué» a unes colònies al sud de França per a fills de mestres republicans organitzades per quàquers. Allà va rebre les primeres lliçons de dibuix i perspectiva, de la mà d'un professor alemany, que va resultar ser un espia nazi. Aquest mestre li va despertar la seva vocació pel disseny, la decoració i el teatre.
Es formà a l'Escola Industrial i a la Llotja de Barcelona just acabat el conflicte bèl·lic nacional. Un cop finalitzats els estudis començà a treballar en tallers d'ebenistes, primer al de la Casa Busquets i posteriorment al de Lluis Gili.
Durant aquests anys de formació i estudi va converitr en minyó de muntanya dins de l'agrupament escolta de la Mare de Déu de Montserrat sota el guiatge de Mossèn Batlle. Gràcies a aquest moviment, Jordi Vilanova va poder desenvolupar la seva afició pel teatre, el dibuix, la música i el contacte amb la natura.
El 1947 va ser un dels fundadors de la Coral Sant Jordi amb el seu amic Oriol Martorell i altres companys de l'agrupació-escolta (aleshores anomenada Colla Francesc Soliguer). També durant aquells anys, amb els companys de l'escoltisme van crear la revista “Baloo”, la qual va ser censurada, multada i finalment prohibida per les autoritats policials l'any 1950.
Entre el 1957 i 1958, seguint l'exemple de l'escoltisme francès, van encarregar a Oriol Martorell i a Jordi Vilanova la creació d'un equip d'expressió artística, per tal de millorar les representacions que es feien en els «focs de camp» de les sortides dels escoltes. L'Oriol Martorell s'encarregaria de la part musical i Vilanova, de la part de tècniques teatrals. El 1958, Jordi Vilanova va fer un curset a Aix-en Provence, al sud de França, amb Georges Dobbelaere, un dels «gurus» de l'escoltisme francès i expert en expressió teatral. De tornada, Jordi Vilanova va organitzar l'equip amb Jordi Aguadé i Francesc Albors, al qual es va incorporar, un any després, el director teatral, Joan Anton Codina. A aquest grup especialitzat en expressió dramàtica el van anomenar «La Ganyota». Al llarg d'alguns anys, amb aquest equip, a més d'obres teatrals, oferien cursos de formació de tècniques teatrals i d'expressió dramàtica arreu de Catalunya.
L'any 1953 va crear la seva pròpia empresa d'interiorisme i decoració, al seu propi domicili, i posteriorment, l'any 1960, va tenir el primer local d'exposició a una torre del carrer de Freixa, cantonada amb el carrer Ganduxer de Barcelona. Allà s'exposaven de forma permanent mobiliari propi i ceràmiques, tapisseries, llums, pintures i altres elements decoratius de col·laboradors i amics com Jordi Aguadé (ceramista), Joan Vila Grau (pintor i vitraller) i Aureli Bisbe (joier), amb qui va fundar el grup «La Cantonada». Posteriorment, s'hi afegiria Jordi Bonet (arquitecte).
L'any 1963, el grup La Cantonada es va fer càrrec d'Ars Sacra, una institució barcelonina, creada el 1939, que sota el guiatge de Manuel Trens reuní una sèrie d'artistes que abans del 1936 constituïren els Amics de l'Art Litúrgic. Amb Ars Sacra, el grup col·laborava en projectes integrals d'art civil i sacre. No obstant, aquesta nova etapa dels membres de La Cantonada al capdavant dels Amics de l'Art Litúrgic no va prosperar i ho van deixar estar al cap de poc temps.
A més del local del carrer de Freixa, el 1966, Jordi Vilanova inaugurà dues botigues més a la Ronda de General Mitre de Barcelona, i el 1977, una altra a la Seu d'Urgell.
L'any 1974 la torre del carrer Freixa va ser enderrocada per a construir-hi un edifici de pisos. Va traslladar la seva exposició i les dependències d'oficina en aquest nou edifici.
Jordi Vilanova va ser l'introductor a Catalunya i a Espanya del moble de fusta blanca, natural, funcional, pràctic, de línies depurades i de gran qualitat en l'ús dels materials. Les fustes bàsiques dels seus mobles eren el pi de Flandes, la noguera i posteriorment el faig, el roure i el cirerer. Era un gran amant de la fusta i de tot tipus d'arbre, i així ho va deixar escrit, l'any 1967, en el seu article «La doble vida dels arbres» a la revista Cavall Fort, on explicava que la fusta era útil en molts àmbits de la vida.
Els seus principals clients van ser de la burgesia catalana delerosa de trencar certs cànons estilístics abarrocats i que cercaven més senzillesa de línies sense haver de renunciar a un disseny estilitzat d'alta qualitat i bellesa i, sobretot, personalitzat que sempre tenia en compte les necessitats de qui habitaria i utilitzaria l'espai que ell decorava.
Es va especialitzar en la renovació dels ambients infantils i juvenils, donant un aire fresc, modern i funcional als ambients dels més joves de la casa. Aquesta especialització en mobles infantils va fer que guanyés el premi «Delta de Plata» /ADI/FAD 1964, pel disseny del tamboret que duu el mateix nom.
Tot i que en els seus inicis s'havia dedicat principalment a la decoració d'habitatges i espais familiars, cap als anys 80 i 90 va ampliar els seus coneixements a la decoració i arranjament d'espais públics com escoles infantils, residències de persones grans, casals de cultura, i també de locals comercials, oficines, bancs i/o hotels.
Alguns dissenys de Jordi Vilanova de gran èxit van ser: les cadires «Tiracord» i «Billar» (1961); la llitera «Montseny» (1961; el mirall «Fanals» (1963); els balancins «Tartera» (1966) ) i «Petit» (1978), el componible “Aran” (1971) entre moltes altres peces i sèries de mobiliari sencer d'un model únic per poder moblar totes les dependències d'un habitatge seguint un mateix estil.
Al llarg de la seva carrera va participar i exposar els seus mobles i projectes en diverses fires tant a Barcelona:, a Hogarhotel, del 1960 al 1972 o a El Salón del Hogar Moderno, a esdeveniments organitzats pel «Foment de les Arts Decoratives»; com a fires als Països Escandinaus, Itàlia, França, Estats Units, Alemanya i Anglaterra. La seva participació va ser a vegades de caràcter individual i d'altres, col·lectivament, amb els altres membres de La Cantonada.
Va col·laborar en diverses revistes i amb els membres de La Cantonada va ser fundador de la revista d'art «Qüestions d'Art» (1967-1974) de la qual, Joan Vila Grau n'era el redactor.
L'any 1999, Pilar Vélez Vicente, historiadora de l'Art i directora del Museu del Disseny de Barcelona des de 2012 a 2022, va escriure La Cantonada, 1960- 1975, Art Civil i Art Sacre publicat per Enciclopèdia Catalana i el 2024, MariaIsabel del Río va llegir la seva tesi doctoral (Universitat de Barcelona) titulada «La obra de Jordi Vilanova como dissenyador y empresario de la decoración. Estudio de su trayectoria y análisis de su producción 1939-1978». L'octubre de l'any 1995, am motiu del seu 70è aniversari es va publicar el llibre: JORDI VILANOVA I BOSCH, DECORADOR, editat per les Publicacions de l'Abadia de Montserrat. Consistia en un recull d'articles escrits sobre ell per amics, familiars i professionals del disseny i també s'hi incloïen alguns articles escrits per ell mateix a diferents publicacions.
En la seva obra, Jordi Vilanova va aconseguir sintetitzar unes formes tradicionals, les de la pagesia benestant de les grans masies catalanes o les de la petita noblesa rural i urbana, en un estil innovador i personal que plasmava una estètica sòbria, elegant i pràctica als seus dissenys.